# 新アメリカ聖書
新アメリカ聖書(New American Bible ,NAB)は最初に1970年に出版されたカトリックの翻訳された聖書である。この聖書はコンフラタニティ聖書にその始まりを持っていた。これは教皇ピウス12世の回勅「ディヴィーノ・アフランテ・スピリトゥ」を受けて原語から翻訳されはじめた聖書である。
新アメリカ聖書は典礼の原則と第2バチカン公会議（1962年–1965年）による変更に基づいて、キリスト教教義奉仕団体によって英語に翻訳された。
アメリカ合衆国で使用するために、アメリカ合衆国カトリック司教協議会によって承認されたミサのために、新アメリカ聖書の改められた版からの抜粋が聖書日課でのみ使用される。特に、1970年の改められた版の旧約聖書と1986年の新約聖書がそうである。2008年まで、性中立的言語の広範囲に渡る使用を限定するために、バチカンによって大きく改められた1991年版の 聖詠が承認された。2008年以来、改訂聖杯典礼詩篇が使われている。同じ聖書日課がフィリピンでも使われることが承認されている。

## 第一版
新アメリカ聖書の第一版のテクストは次の通りに構成されている:
- 新約聖書は直接ギリシア語から訳されている。翻訳作業は部分的に1964年に現れ、1970年に終了した。
- 旧約聖書（創世記を除く）: コンフラタニティ聖書のテクストは1952年から1969年にかけて原典から翻訳された。1970年に本文と注釈で小規模な改訂が行われた。
- 創世記はヘブライ語から1970年に新しく翻訳され、1948年の翻訳に取って替わった。

この版で見付かる適切な名前の綴りは、以前のカトリック版聖書、例えばドゥアイ・リームズ聖書で見付かる綴りから離れて、その代わりにプロテスタントの聖書で見付かる一般的な綴りを採用している。多くの場所の注釈は今でも通用する20世紀の理論、例えばQ資料もしくはモーセ五書のための異なる資料を示している。カトリックの学者は他のキリスト教の教派の一員と共に教導でこの版を翻訳した。

## 第二版
1986年の第二版では妥協が行われた。伝統的な言葉遣いが1970年版以来消滅していたが、新約聖書においていくつかの言い回しが復活された。非伝統的な性中立的用語が取り入れられた。

## 第三版
1991年に詩篇が広範囲にわたる性中立的言語を使うために完全に書き換えられた。その垂直な性中立的言語の使用（GodとChrist）や水平な性中立的言語の使用（例えば「人間」を言い表す際に"men"や"he"ではなく"they"を使う）が原因で論争が続いた。これらの詩篇は典礼では使用が拒否された。

## 第四版 - NABRE
1994年には、旧約聖書の改訂作業が始まった。しかしながら、1991年以来詩篇は典礼での使用が拒否されており、テクストは2000年にローマ教皇庁の委員会とラテン典礼のカトリックのミサで使用しようとしていた司教たちによって改められた。これがアメリカ合衆国のカトリックの聖書日課で使用される現在のテクストである。教皇庁はいくつかの性中立的言語、例えば話者が誰かについて語っている際に、その人が男性か女性か分からない時（"man"と言う所に"person"という言葉を充てる）に使用を認めたが、神やキリストに関する変更については一切拒否した。2008年11月には、改訂聖杯典礼詩篇がアメリカ合衆国カトリック司教協議会によって認められ、そして現在ではバチカンの承認を待っている状況である。これはアメリカ合衆国において聖書日課で使用する詩篇として、現在の改められた新アメリカ聖書の詩篇に取って替わるだろう。
2002年には、旧約聖書（詩篇を除いて）が完成しカトリックの翻訳として相応しいかどうかを判断してもらうためにアドホックな委員会に送られた。
2003年6月には、詩篇の再改訂版が2001年5月7日にローマの典礼秘跡省によって発布された教令リトゥルギアム・アウテンティカムの指示を受けて完成した。しかし、アメリカ合衆国のアドホック委員会はそれを拒否した。2008年に再び改訂されて儀式司教委員会(Bishops Committee on Divine Worship)に送られたが、改訂聖杯典礼詩篇に賛同してこれを拒否した。
2008年9月には、旧約聖書の最後の一冊（エレミヤ書）がアドホック委員会によって承認された。同年11月には、翻訳が完成した旧約聖書（脚注や紹介文を含めて）アメリカ合衆国カトリック司教協議会によって是認された。しかしながら、彼らは1991年版の詩篇をそれと共に出版することを認めなかった。アドホック委員会と『リトゥルギアム・アウテンティカム』との更に緊密な連携によって調べられる提案を使って、新アメリカ聖書の詩篇の最終改訂が引き受けられた。
2011年1月に、新アメリカ聖書の第四版が同年の3月9日に発売されると発表された。『新アメリカ聖書改訂版』、或いはNABREとして知られていたこの最新のテクスト、新アメリカ聖書の第四版は新しく改訂された旧約聖書と再改訂された詩篇、そして第二版から改訂された新約聖書を含んでいる。新アメリカ聖書改訂版が『リトゥルギアム・アウテンティカム』と一致させる方向で新アメリカ聖書の改訂を提供する間、新アメリカ聖書改訂版をアメリカ合衆国で聖書日課のために使用する計画は公表される計画は無かった。